# Логниский, Алан
А́лан Логни́ский (чеш. Alan Lohniský; 1 ноября 1963, Високе-Мито) — чешский гребец-каноист, выступал за сборную Чехословакии во второй половине 1980-х годов. Бронзовый призёр чемпионата мира, участник летних Олимпийских игр в Сеуле, победитель регат республиканского и международного значения.

## Биография
Алан Логниский родился 1 ноября 1963 года в городе Високе-Мито, Пардубицкий край.
Первого серьёзного успеха на взрослом международном уровне добился в 1987 году, когда попал в основной состав чехословацкой национальной сборной и побывал на чемпионате мира в немецком Дуйсбурге, откуда привёз награду бронзового достоинства, выигранную на дистанции 500 метров среди двухместных каноэ — на финише его обошли экипажи из Польши и СССР. Благодаря череде удачных выступлений удостоился права защищать честь страны на летних Олимпийских играх 1988 года в Сеуле — в двойках на пятистах метрах вместе с напарником Петром Прохазкой сумел дойти до финала и финишировал в решающем заезде девятым.
В дальнейшем, тем не менее, Логниский не показывал сколько-нибудь значимых результатов на крупных международных регатах.